# Kemmathen (Arberg)
Kemmathen ist ein Gemeindeteil des Marktes Arberg im Landkreis Ansbach (Mittelfranken, Bayern). Die Gemarkung Kemmathen liegt teils auf dem Gemeindegebiet von Arberg, teils auf dem gemeindefreien Gebiet von Unterer Wald. Sie hat eine Fläche von 6,018 km² und ist in 669 Flurstücke aufgeteilt, die eine durchschnittliche Fläche von 8995,58 m² haben. In ihr liegt neben dem namensgebenden Ort der Gemeindeteil Goldbühl.

## Geographie
Das Dorf liegt rund 1,1 Kilometer südlich von Arberg. Kemmathen liegt in einer Lichtung mit Acker- und Grünland und ist allseits von Waldgebieten umgeben: Im Westen Schenkenholz, im Südwesten Arberger Holz, im Süden Ohholz, im Südosten Eiburger Holz und im Osten Unterer Wald. 0,5 km nordöstlich erhebt sich der Eichelberg (522 m ü. NHN), 0,5 km südwestlich der Grabenberg (508 m ü. NHN). Beim Ort entspringt der Markgrafengraben, der weiter südlich in den Dennenloher See mündet.
Eine Gemeindeverbindungsstraße führt nach Arberg (1 km nördlich) bzw. nach Großlellenfeld zur Kreisstraße AN 60 (2,7 km südöstlich).

## Geschichte
Der Ortsname Kemathen ist besonders im süddeutschen Raum weit verbreitet. Er leitet sich von dem lateinischen Wort „calminata“ ab und bezeichnete ursprünglich ein mit einer Feuerstätte versehenes Gemach.
Konrad Ozenberger kaufte 1336 von Konrad Lauterbach zu Arberg zwei Güter in Kemathen und schenkte sie dem Kloster Heilsbronn. 1348 erhielt das Kloster 60 Pfund Heller Gült auf einem Gut von den Kemmather Brüdern geschenkt. Im Ganzen erwarb es 4 Anwesen.
1517 verlief die Fraischgrenze zwischen dem Hochstift Eichstätt und dem Markgrafentum Ansbach am Südrand des Ortes in Richtung Heideforst. Im Jahr 1615 wurden in Kemmathen 15 Anwesen genannt. Die Grundherren waren das Hochstift Eichstätt (12 Anwesen, davon drei zur Eybburg und dem Erbschenkenamt gehörige Anwesen) und das Markgraftum Ansbach (drei Anwesen). Zum Vergleich: 2002 hat Kemmathen 28 Anwesen.
Mit dem Gemeindeedikt (frühes 19. Jahrhundert) wurde Kemathen dem Steuerdistrikt Arberg zugeordnet. Wenig später entstand die Ruralgemeinde Kemmathen, zu der Goldbühl gehörte. Sie war in Verwaltung und Gerichtsbarkeit dem Landgericht Herrieden zugeordnet und in der Finanzverwaltung dem Rentamt Herrieden zugeordnet (1919 in Finanzamt Herrieden umbenannt). Ab 1862 gehörte die Gemeinde Kemmathen zum Bezirksamt Feuchtwangen (1939 in Landkreis Feuchtwangen umbenannt) und seit 1929 zum Finanzamt Ansbach, zwischenzeitlich von 1931 bis 1973 zum Finanzamt Gunzenhausen. In der Gerichtsbarkeit blieb das Landgericht Herrieden zuständig (1879 in Amtsgericht Herrieden umbenannt), von 1931 bis 1973 das Amtsgericht Gunzenhausen, seit 1973 ist es das Amtsgericht Ansbach. Die Gemeinde hatte 1964 eine Gebietsfläche von 3,627 km². 1870 wurde die Gemeinde von Kemathen nach Kemmathen umbenannt. Am 1. Januar 1971 wurde diese im Zuge der Gebietsreform in Bayern nach Arberg eingemeindet und gehörte ab dem 1. Juli 1972 zum Landkreis Ansbach.

### Baudenkmal
- Die Kapelle im Ort ist ein kleiner fensterloser Bau mit Putzgliederung aus dem 18. Jahrhundert.[14][15]

### Bodendenkmäler
In der Gemarkung Kemmathen gibt es acht Bodendenkmäler.

### Einwohnerentwicklung
Gemeinde Kemmathen
| Jahr      | 1818  | 1840   | 1852   | 1855   | 1861   | 1867   | 1871   | 1875   | 1880   | 1885   | 1890   | 1895   | 1900   | 1905   | 1910   | 1919   | 1925   | 1933   | 1939   | 1946   | 1950   | 1952   | 1961   | 1970   |
| Einwohner | 150   | 241    | 264    | 256    | 248    | 225    | 220    | 204    | 217    | 205    | 204    | 216    | 224    | 229    | 244    | 241    | 210    | 200    | 178    | 258    | 229    | 202    | 158    | 167    |
| Häuser    | 32    | 45     |        |        |        |        | 51     |        |        | 49     | 50     |        | 47     |        |        |        | 42     |        |        |        | 42     |        | 42     |        |
| Quelle    | [ 8 ] | [ 17 ] | [ 18 ] | [ 18 ] | [ 19 ] | [ 20 ] | [ 21 ] | [ 22 ] | [ 23 ] | [ 24 ] | [ 25 ] | [ 18 ] | [ 26 ] | [ 18 ] | [ 27 ] | [ 18 ] | [ 28 ] | [ 18 ] | [ 18 ] | [ 18 ] | [ 29 ] | [ 18 ] | [ 10 ] | [ 30 ] |

Ort Kemmathen
| Jahr      | 001818 | 001840 | 001861 | 001871 | 001885 | 001900 | 001925 | 001950 | 001961 | 001970 | 001987 | 002010 |
| Einwohner | 95     | 158    | 169    | 148    | 125    | 142    | 124    | 127    | 92     | 91     | 96     | 84     |
| Häuser    | 20     | 28     |        |        | 31     | 30     | 26     | 26     | 26     |        | 25     |        |
| Quelle    | [ 8 ]  | [ 17 ] | [ 19 ] | [ 21 ] | [ 24 ] | [ 26 ] | [ 28 ] | [ 29 ] | [ 10 ] | [ 30 ] | [ 31 ] |        |

## Religion
Der Ort ist römisch-katholisch geprägt und bis heute nach Beatae Mariae Virginis (Großlellenfeld) gepfarrt. Die Einwohner evangelisch-lutherischer Konfession sind nach Dreifaltigkeitskirche (Unterschwaningen) gepfarrt.

## Persönlichkeiten
- Franz Josef Strauß sen. (1875–1949), Metzger und Vater des ehemaligen bayerischen Ministerpräsidenten Franz Josef Strauß (1915–1988)[33]